# Futuro/Sai
Futuro/Sai è un singolo della cantante italiana Orietta Berti, pubblicato nel 1986 dalla casa discografica EMI Italiana.

## Descrizione
Con il brano Futuro la cantante ha partecipato al Festival di Sanremo 1986, classificandosi al sesto posto e riscuotendo grande successo.
Entrambi i brani fanno parte dell'album Futuro.

## Tracce
1. Futuro - 4:16
2. Sai - 4:14